# Татарське Тенішево
Тата́рське Тені́шево (рос. Татарское Тенишево, ерз. Печкасонь Тенишево) — присілок у складі Атюр'євського району Мордовії, Росія. Входить до складу Великошуструйського сільського поселення.
Населення — 68 осіб (2010; 64 у 2002).
Національний склад станом на 2002 рік:
- татари — 97 %